# WITR
Koordinaten: 43° 5′ 10″ N, 77° 40′ 4″ W
WITR ist das Campusradio des Rochester Institute of Technology im amerikanischen Bundesstaat New York. Es wird mit einer Sendestärke von 910 Watt auf der Frequenz 89,7 MHz (UKW) ausgestrahlt und ist im Umkreis von etwa 50 km rund um den Sendemast in Henrietta zu empfangen. Musikalisch wird vor allem Alternative und Indie-Rock geboten.